# Femhundrakronorssedeln
Den svenska femhundrakronorssedeln, även kallad femhundralappen, är en sedel med ett värde av femhundra svenska kronor. De första sedlarna med den valören introducerades 1985, de nuvarande kom 2016.
Operasångaren Birgit Nilsson är avbildad på framsidan. På baksidan syns ett motiv med Öresundsbron.

## Historik
Den första femhundrakronorssedeln introducerades 1985. Den hade en blåaktig ton som gjorde att den i hastigheten kunde förväxlas med hundralappen, och ersattes därför efter några år med en sedel med samma motiv i rosa ton.. Denna ersattes efter några år med en säkrare variant, som hade folieband. Alla dessa tre hade Karl XI som motiv på framsidan och Christopher Polhem som motiv på baksidan. Den sista av dessa var giltigt betalningsmedel fram till och med den 30 juni 2017. Valet av Karl XI som motiv på framsidan var mycket kontroversiellt på grund av nedbränningen av Örkeneds socken. Även 2016 års sedel blev kontroversiell eftersom den hade en scen ur operan Valkyrian (från 1856) av Richard Wagner. Kontroversen var det ansågs som nazistiskt eftersom Adolf Hitler tyckte mycket om denna opera och denna kompositör, och att Wagner skulle varit antisemit, och att även Nilsson tyckt bra om Wagner.

## Varianter[9]
- 500-kronorssedeln introducerades 1985. Den hade en blå ton i trycket, som gjorde att den kunde misstas för en 100-kronorssedel, som hade en liknande färgskala. Den sedeln trycktes fram till 1987 och blev ogiltig efter 31 december 1998
- Nästa variant introducerades 1989 och trycktes sista gången 2000. Den såg likadan ut som den första varianten, men med förändrad färgskala, en röd-blå skala. Den blev ogiltig efter 31 december 2005.
- Den tredje varianten såg likadan ut som variant 2, men hade tillägget med en metallfolieremsa till vänster om kungens porträtt. Denna variant introducerades 2001 och blev ogiltig den 30 juni 2017.
- Den nuvarande 500-lappen, med Birgit Nilssons porträtt, introducerades 2016. Den är numera den enda giltiga 500-kronorssedeln.